# ويليام ليندسي
ويليام ليندسي (بالإنجليزية: William Lindsay)‏ هو محامي وقاضي وسياسي أمريكي، ولد في 4 سبتمبر 1835 في الولايات المتحدة، وتوفي في 15 أكتوبر 1909 في نفس البلد. حزبياً، نشط في الحزب الديمقراطي. وقد انتخب عضو مجلس الشيوخ الأمريكي.